# John Nelson (juriste)
Pour les articles homonymes, voir John Nelson et Nelson.
John Nelson, né le 1er juin 1791 et mort le 18 janvier 1860, est un juriste américain ayant été représentant pour le 4e district congressionnel du Maryland de 1821 à 1823 avant de devenir procureur général des États-Unis entre 1843 et 1845 dans l'administration Tyler. Après la mort soudaine d'Abel P. Upshur en février 1844, Nelson a servi de secrétaire d'État par intérim durant quelques mois, jusqu’à la nomination de John Caldwell Calhoun en avril 1844.

## Biographie
John Nelson est né le 1er juin 1791 à Frederick dans le Maryland. Il sort diplômé du Collège de William et Mary en 1811 et, après avoir étudié le droit, il est admis au barreau deux ans plus tard. En 1821, Nelson devient membre de la Chambre des représentants des États-Unis mais il n'est pas candidat à sa réélection en 1822 et quitte donc son poste en 1823. Le président Jackson le nomme chargé d'affaires dans le royaume des Deux-Siciles (cf. « Ambassade des États-Unis en Italie »), un poste qu'il occupe du 24 octobre 1831 au 15 octobre 1832. Puis, de 1843 à 1845, Nelson devient procureur général des États-Unis avant de servir comme secrétaire d'État par intérim pendant quelque temps. Il meurt à Baltimore le 18 janvier 1860 et est enterré au Green Mount Cemetery.